# Sindrome di Sweet
La sindrome di Sweet è stata descritta per la prima volta nel 1964 da Robert Douglas Sweet. La malattia, il cui termine scientifico è dermatosi acuta febbrile neutrofila, è una malattia che compare nel giro di pochi giorni per ragioni spesso ignote; si ritiene che essa si manifesti dopo l'esposizione del corpo ad alcuni stimoli, farmaci, tumori o infezioni.

## Profilo clinico
La sindrome di Sweet si manifesta normalmente con lesioni dure e dolenti papulo-nodulari di colore violaceo; esse si formano su entrambe le metà del corpo. Le parti più colpite sono il viso, il collo e gli arti (superiori ed inferiori). La dermatosi è spesso accompagnata o preceduta da sensazioni di malessere, leucocitosi neutrofile, dolori articolari, febbre elevata, ipersedimetria e congiuntivite. 
La sindrome di Sweet viene normalmente preceduta da infezioni delle vie aeree e viene associata molte volte a tumori o malattie autoimmuni.

## Profilo diagnostico
La sindrome di Sweet viene normalmente diagnosticata attraverso la comparsa di lesioni papulo-nodulari violacee, febbre o infezioni, dolori articolari, leucocitosi neutrofila e congiuntivite. Una biopsia cutanea dimostrerebbe la presenza nel derma reticolare di un infiltrato neutrofilo.

## Terapia
Al paziente affetto dalla sindrome di Sweet viene normalmente prescritta una cura a base di cortisone, assunto per via sistemica.